# Gottfried Kneifel

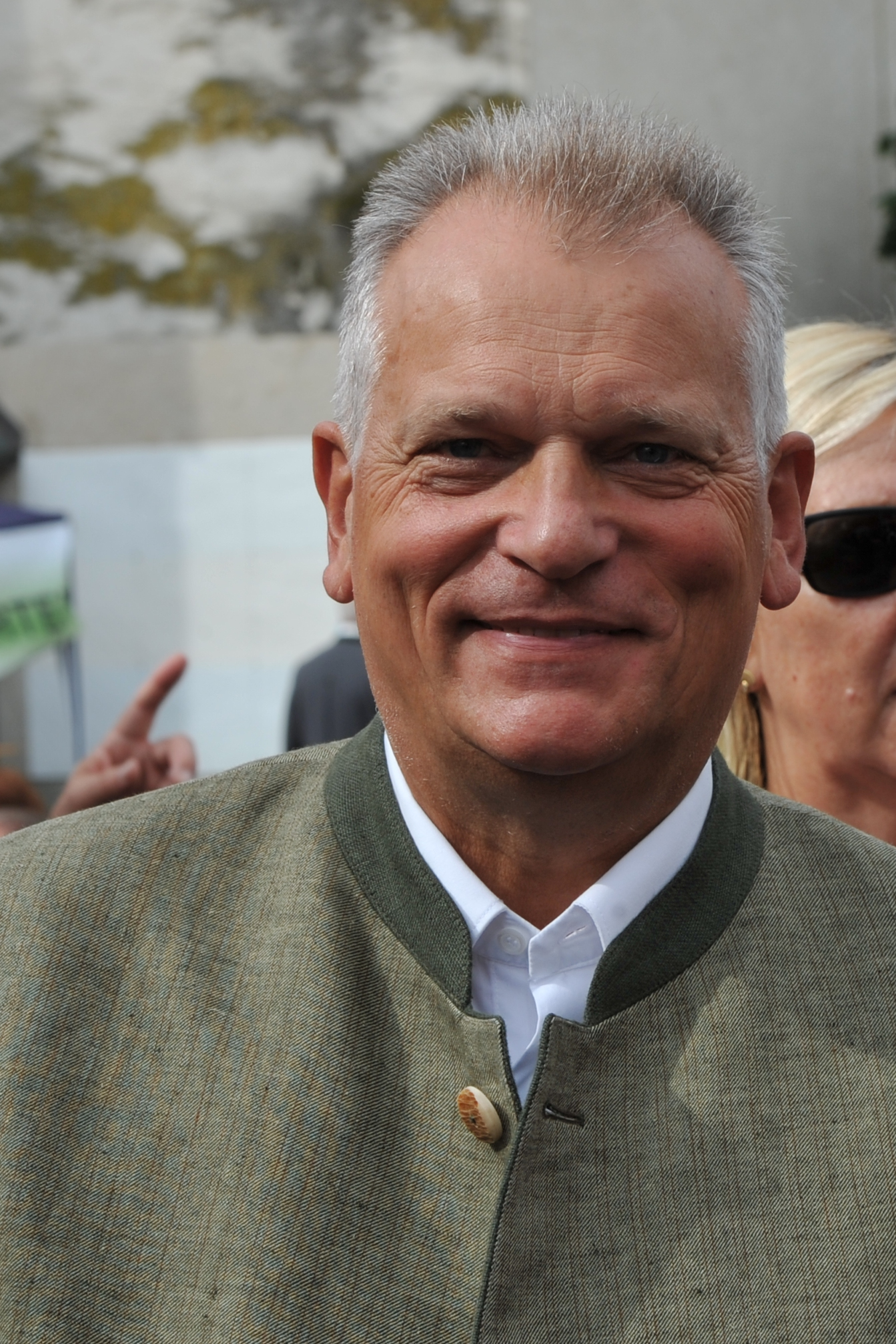
Gottfried Kneifel 2012

Gottfried Kneifel (* 25. Juni 1948 in Linz) ist ein österreichischer Journalist und Politiker. Kneifel war von 2000 bis 2016 Mitglied des österreichischen Bundesrats und in dieser Zeit insgesamt dreimal Präsident der zweiten österreichischen Parlamentskammer.

## Leben und Ausbildung
Kneifel, Sohn des Ennser Stadt- und Gemeindearztes Herbert Kneifel, maturierte 1967 am Stiftsgymnasium Kremsmünster und studierte anschließend an der Johannes Kepler Universität in Linz Rechtswissenschaft. In der Lehrredaktion der Presseabteilung der Wirtschaftskammer Oberösterreich wurde er als Journalist ausgebildet. Ab 1978 war er Pressereferent der ÖVP Oberösterreich in Linz und von 1988 bis 1990 Leiter der Abteilung Öffentlichkeitsarbeit der Bundesparteileitung der ÖVP in Wien. Kneifel ist Vater von zwei Töchtern und zwei Söhnen aus erster Ehe und in zweiter Ehe verheiratet mit Monika Kernecker.

## Politische Laufbahn
In die Politik kam Kneifel durch seinen Vater, der von 1955 bis 1961 Vizebürgermeister der Stadt Enns war. Kneifel war von 1973 bis 2003 Gemeinderat der Stadt Enns, ab 1985 war er dort Wirtschafts-Stadtrat und von 1995 bis 2002 Vizebürgermeister und Stadtparteiobmann der ÖVP.
Kneifel ist seit 1991 Direktor des oberösterreichischen Wirtschaftsbundes und seit 1998 ehrenamtlicher Aufsichtsratsvorsitzender der EHG Ennshafen GmbH, Enns.
Ab dem Jahr 2000 war er vom Oberösterreichischen Landtag für die ÖVP Oberösterreich in den österreichischen Bundesrat entsandt. In seiner insgesamt 16-jährigen Zeit als Mitglied des Bundesrats war Kneifel dreimal dessen Präsident, nämlich vom 1. Juli bis zum 31. Dezember 2006, vom 1. Jänner bis zum 30. Juni 2011 und vom 1. Juli bis zum 31. Dezember 2015. Er gehörte außerdem zahlreichen Ausschüssen an, war Obmann des Ständigen gemeinsamen Ausschusses im Sinne des Finanz-Verfassungsgesetzes 1948 und zeitweilig Vorsitzender des EU-Ausschusses des Bundesrats. Ab dem 15. April 2009 war er zudem Vorsitzender der Bundesratsfraktion des Parlamentsklubs der ÖVP. Mit 30. Juni 2016 schied Gottfried Kneifel schließlich aus dem Bundesrat aus, wobei der Oberösterreichische Landtag Robert Seeber zu seinem Nachfolger bestellte.

## Auszeichnungen
- 2009: Großes Silbernes Ehrenzeichen mit dem Stern für Verdienste um die Republik Österreich[1]
- 2014 Berufstitel Professor[2]